# Котабато (град)
Котабато (таг. Lungsod ng Kutabato) град је на Филипинима и регионални центар Административног региона у Муслиманском Минданау. Град се налази на западној обали острва Минданао и има 271.786 становника према проценама из 2010.

## Географија
Кроз град протиче река Минданао.

### Клима
| Клима Котабато Ситија      | Клима Котабато Ситија | Клима Котабато Ситија | Клима Котабато Ситија | Клима Котабато Ситија | Клима Котабато Ситија | Клима Котабато Ситија | Клима Котабато Ситија | Клима Котабато Ситија | Клима Котабато Ситија | Клима Котабато Ситија | Клима Котабато Ситија | Клима Котабато Ситија | Клима Котабато Ситија |
| Показатељ \ Месец          | .Јан.                 | .Феб.                 | .Мар.                 | .Апр.                 | .Мај.                 | .Јун.                 | .Јул.                 | .Авг.                 | .Сеп.                 | .Окт.                 | .Нов.                 | .Дец.                 | .Год.                 |
| -------------------------- | --------------------- | --------------------- | --------------------- | --------------------- | --------------------- | --------------------- | --------------------- | --------------------- | --------------------- | --------------------- | --------------------- | --------------------- | --------------------- |
| Максимум, °C (°F)          | 32 (90)               | 32 (90)               | 33 (91)               | 33 (91)               | 33 (91)               | 32 (90)               | 32 (90)               | 31 (88)               | 32 (90)               | 32 (90)               | 32 (90)               | 32 (90)               | 32 (90)               |
| Минимум, °C (°F)           | 21 (70)               | 21 (70)               | 21 (70)               | 22 (72)               | 22 (72)               | 22 (72)               | 22 (72)               | 22 (72)               | 22 (72)               | 22 (72)               | 22 (72)               | 21 (70)               | 22 (72)               |
| Количина падавина, mm (in) | 60 (2,36)             | 80 (3,15)             | 90 (3,54)             | 120 (4,72)            | 230 (9,06)            | 220 (8,66)            | 220 (8,66)            | 320 (12,6)            | 240 (9,45)            | 250 (9,84)            | 170 (6,69)            | 90 (3,54)             | 2,160 (85,04)         |
| Извор: Weatherbase.com     |                       |                       |                       |                       |                       |                       |                       |                       |                       |                       |                       |                       |                       |

## Становништво
| 1970.  | 1975.  | 1980.  | 1990.   | 1995.   | 2000.   | 2007.   | 2010.   | 2015.   |
| ------ | ------ | ------ | ------- | ------- | ------- | ------- | ------- | ------- |
| 61.184 | 67.097 | 83.871 | 127.065 | 146.779 | 163.849 | 259.153 | 271.786 | 299.438 |

## Партнерски градови
- Naga